# Vuokatti
Vuokatti är en tätort (finska: taajama) i Sotkamo kommun i landskapet Kajanaland i Finland. Vid tätortsavgränsningen den 31 december 2021 hade Vuokatti 6 146 invånare och omfattade en landareal av 12,01 kvadratkilometer.
Orten ligger cirka 27 kilometer sydost om Kajana.

## Sport och fritid
Vuokatti är även känt som vintersportort, och världscupdeltävlingar i längdåkning har anordnats här under 1990-talet. I oktober år 2000 stod världens första skidtunnel färdig här. En anläggning för alpin skidsport finns vid Porttivaara, 345 meter över havet.